# Phytoseius kapuri
Phytoseius kapuri är en spindeldjursart som beskrevs av Gupta 1969. Phytoseius kapuri ingår i släktet Phytoseius och familjen Phytoseiidae. Inga underarter finns listade i Catalogue of Life.